# Elihu Thomson
Elihu Thomson (Manchester, 29 de março de 1853 — Swampscott, 13 de março de 1937) foi um engenheiro e inventor inglês.
Engenheiro eletricista e instrumentista, foi um dos fundadores das maiores companhias de eletricidade nos Estados Unidos, Reino Unido e França.

## Patentes
Thomson obteve mais de 700 patentes. Thomson usou sua patente na sua companhia, Thomson-Houston Company, e depois na General Electric.
- «US patent 261790» Electric-Arc Lamp
- «US patent 283437» Electric Lamp
- «US patent 297200» Electric-Arc Lamp
- «US patent 302963» Regulator For Dynamo-Electric Machines
- «US patent 335159» System Of Electric Distribution
- «US patent 350956» Automatic Compensator For Magnets
- «US patent 367469» System Of Electric Distribution
- «US patent 360122» System Of Electric Distribution
- «US patent 403707» Process Of Electric Soldering
- «US patent 451345» Method Of Electric Welding
- «US patent 461144» Electric-Arc Lamp
- «US patent 461856» Mode Of Making Tools
- «US patent 478145» Electric-Arc Lamp
- «US patent 488585» Electric-Arc Lamp
- «US patent 500629» Electric Switch
- «US patent 508647» Electric-Lighting System
- «US patent 501114» Lightning-Arrester
- «US patent 502788» Regulator For Electric Generators
- «US patent 518291» Mode Of Cooling Electric Motors
- «US patent 735621» Electrostatic Motor
- «US patent 1078225» Electrical Welding Of Sheet Metal